# 武富士バンブー
武富士バンブー（たけふじバンブー）は、埼玉県北葛飾郡杉戸町を本拠地として活動していた、武富士の女子バレーボールチームである。

## 概要
2001年6月に廃部となった、イトーヨーカドー・プリオールを同年8月に武富士が引き継いでチームを創設。ホームタウンは引き続いて杉戸町としており、同町にあるイトーヨーカドーの体育館を使用していた。同年よりVリーグ（現・Vプレミアリーグ）参戦。Vリーグ準優勝1回。2009年休部。
チーム名は社名の武（＝竹）を英語読みにしたもので、若竹のごとく天空に向かって成長するように、チームも日本バレー界の先頭を引っ張る存在であることを目指している。マスコットも、武から生まれたかぐや姫をデザインとしている。

## 歴史
2001年8月、イトーヨーカドー・プリオールを武富士が引き継いでチームを創設。
2001/02シーズンの第8回Vリーグでは7位に終わる。しかし、2002年に、冷静なトスワークに定評のあるセッター井村仁美、パワーとセンスが魅力の吉澤智恵という即戦力の新人と、ロシア代表のエフゲーニャ・アルタモノワが入団し、2002/03シーズンの第9回Vリーグでは、アルタモノワが敢闘賞、得点王、ベスト6に輝く活躍をみせ、井村も新人賞に輝く活躍をみせ、準優勝を果たした。
2003/04シーズンの第10回Vリーグ、翌シーズンの第11回Vリーグでは低迷したが、2005/06シーズンの第12回Vリーグでは、アメリカ代表のタイーバ・ハニーフの高さと、吉澤、足立留美らの速さを活かしたバレーで、3位に入った。2006/07V・プレミアリーグ（Vリーグを改称）は、2002/03シーズン準優勝の立役者だった、元ロシア代表のエステス（旧姓アルタモノワ）がチームに復帰し、4位の成績を残した。2007/08V・プレミアリーグでは9位に低迷した。
2008/09V・プレミアリーグでは、外国人選手を補強せずに挑んだ。中盤戦で勝ち星に恵まれず下位に低迷する。2009年2月13日、武富士本業の業績悪化を理由に2008/09V・プレミアリーグ及び2009年5月開催の黒鷲旗全日本選抜大会をもって廃部することが発表された。リーグ戦は終盤戦でやや調子を上げ13勝14敗で終えるが、セット率で8位となり、V・チャレンジマッチ（入替戦）出場となった。そして、4月のV・チャレンジマッチで敗れ、形式上チャレンジリーグに降格となった。
廃部の発表以降、全体移籍を目指し複数の企業と交渉をしていたが、受け入れ先が見つからず、5月25日に全体移籍断念が発表されて解散となった。

## 成績

### 主な成績
プレミアリーグ（日本リーグ／Vリーグ）
- 準優勝1回（2002年度）

黒鷲旗全日本選抜大会
- 優勝なし
- 準優勝なし

### 年度別成績
| 大会名            | 大会名            | 順位              | 参加チーム数      | 試合数 | 勝 | 敗 | 勝率 |
| ----------------- | ----------------- | ----------------- | ----------------- | ------ | -- | -- | ---- |
| Vリーグ           | 第8回 (2001/02)   | 7位               | 9チーム           | 16     | 4  | 12 | .250 |
| Vリーグ           | 第9回 (2002/03)   | 準優勝            | 8チーム           | 21     | 12 | 9  | .571 |
| Vリーグ           | 第10回 (2003/04)  | 8位               | 10チーム          | 18     | 6  | 12 | .333 |
| Vリーグ           | 第11回 (2004/05)  | 7位               | 10チーム          | 27     | 13 | 14 | .481 |
| Vリーグ           | 第12回 (2005/06)  | 3位               | 10チーム          | 27     | 16 | 11 | .593 |
| V・プレミアリーグ | 2006/07シーズン   | 4位               | 10チーム          | 27     | 19 | 8  | .704 |
| V・プレミアリーグ | 2007/08シーズン   | 9位               | 10チーム          | 27     | 8  | 19 | .296 |
| V・プレミアリーグ | 2008/09シーズン   | 8位               | 10チーム          | 27     | 13 | 14 | .481 |
| Vリーグ通算 (8年) | Vリーグ通算 (8年) | Vリーグ通算 (8年) | Vリーグ通算 (8年) | 190    | 91 | 99 | .479 |

## 選手・スタッフ
2009年5月の活動休止時のメンバーは下記の通り。

### 選手
| 背番号 | 名前       | シャツネーム | 国籍 | P     | 備考 |
| ------ | ---------- | ------------ | ---- | ----- | ---- |
| 1      | 吉澤智恵   | CHIE         | 日本 | WS    |      |
| 2      | 金子美里   | MISATO       | 日本 | MB    |      |
| 3      | 澤畠文子   | SAWAHATA     | 日本 | WS    |      |
| 4      | 原桂子     | HARA         | 日本 | S     |      |
| 5      | 足立留美   | ADACHI       | 日本 | WS    |      |
| 6      | 池浦文香   | IKEURA       | 日本 | MB    |      |
| 7      | 内藤香菜子 | NAITO        | 日本 | MB    | 主将 |
| 8      | 石川友紀   | ISHIKAWA     | 日本 | MB    |      |
| 10     | 今村直美   | IMAMURA      | 日本 | R / L |      |
| 11     | 平井真栄   | HIRAI        | 日本 | S     |      |
| 12     | 服部安佑香 | AYUKA        | 日本 | WS    |      |
| 13     | 田向友美   | TAMUKAI      | 日本 | R     |      |
| 14     | 三澤由佳   | MISAWA       | 日本 | MB    |      |
| 18     | 砂田遥     | SUNADA       | 日本 | WS    |      |
| 22     | 石田瑞穂   | MIZUHO       | 日本 | WS    |      |
| 23     | 山中綾乃   | YAMANAKA     | 日本 | S     |      |

### スタッフ
| 役職                   | 名前     | 国籍 |
| ---------------------- | -------- | ---- |
| 部長                   | 永田幸雄 | 日本 |
| 監督                   | 石原昭久 | 日本 |
| コーチ                 | 安保澄   | 日本 |
| コーチ                 | 尾崎侯   | 日本 |
| トレーナー             | 甲谷洋祐 | 日本 |
| アシスタントトレーナー | 篠原孝子 | 日本 |
| 総務                   | 西尾博樹 | 日本 |
| マネージャー           | 針谷直江 | 日本 |

## 在籍していた主な選手
- エフゲーニャ・エステス（旧姓アルタモノワ）
- タイーバ・ハニーフ
- ニコリッチ・イェレナ
- 鈴木洋美
- 宣美幸
- 小松留美
- 和久山志恵里